# لقن
لَقَن أو الأفتابة (بالفارسية: آفتابه) إبريق مصنوع من الطين أو النحاس أو البلاستيك، الذي يستعمل لغايات غسل اليدين والتنظيف والوضوء. يشبه في شكله الإبريق مع صنبور من الجانب، مكان خروج الماء. تشارك التشابه بين (لوتا lota) و (كندي kindi) في حضارة هندية. يعد الأفتابه زينة في معظم الحمامات الإيرانية ويستخدم جانبًا إلى صنبور المياه الصحي.

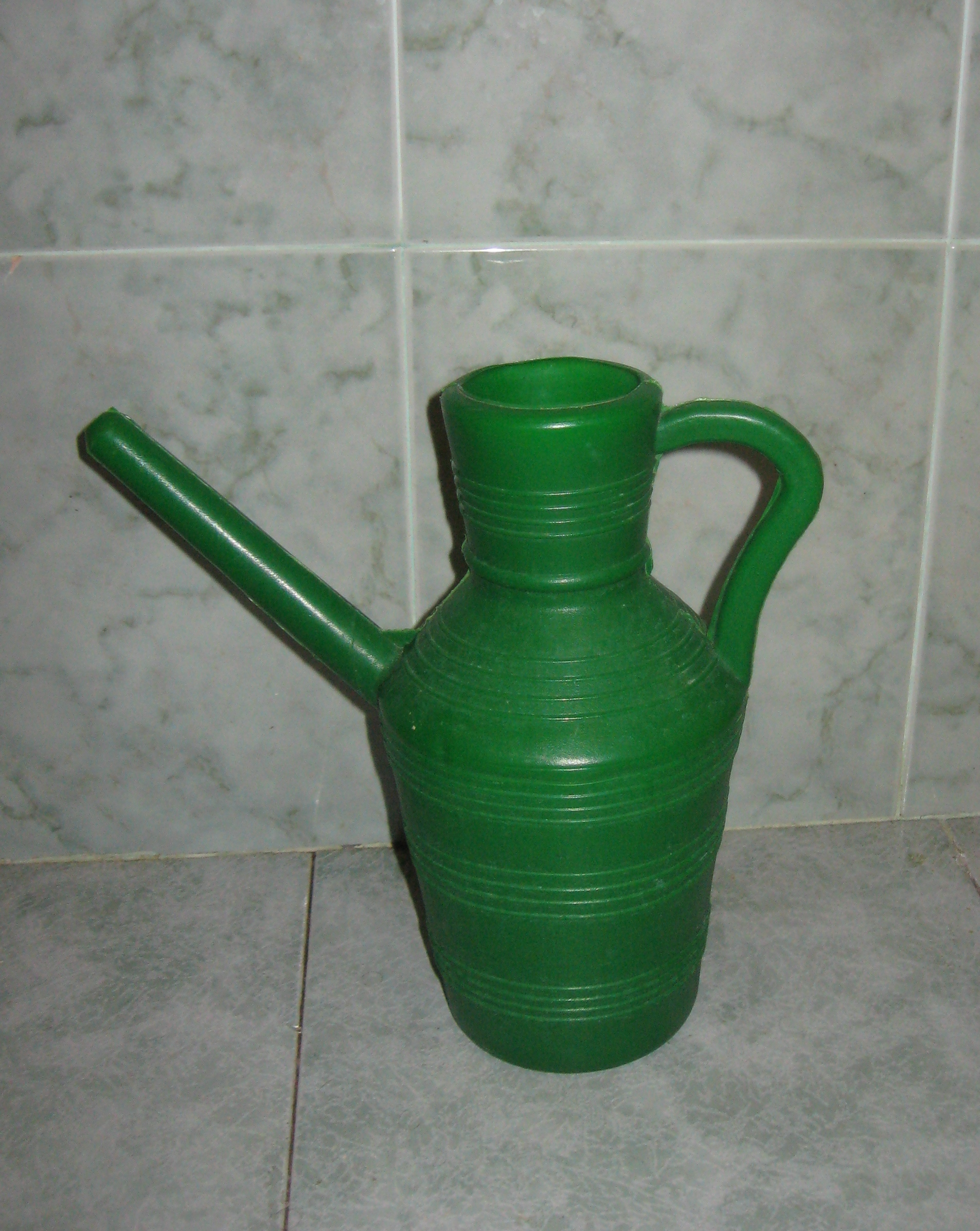
أفتابة لدينة

استخدمت الأفتابة خلال العصور التاريخية ل بلاد فارس. وهنالك العديد من الأفتابات في المتاحف حول العالم على انها فنون تاريخية وقيمة فنية.

## أفتابة اللقن (وعاء)
في عصر الغجر، كان من أعراف العائلات الثرية، ان يحضر خدمهم مجموعة من أفتابة اللقن حيث انها تكون مصنوعة من نحاس أو صلصال (جرة وحوض غسيل) كي يغسل الجميع أيديهم ووجوههم قبل ان يُقدم الأكل. هناك مثل فارسي شهير مرتبط بأفتابة اللقن «مجموعة من سبع أفتابات اللقن، لكن دون غداء أو عشاء» أي عرض فارغ من السخاء حول موضوع يفتقد محوره.

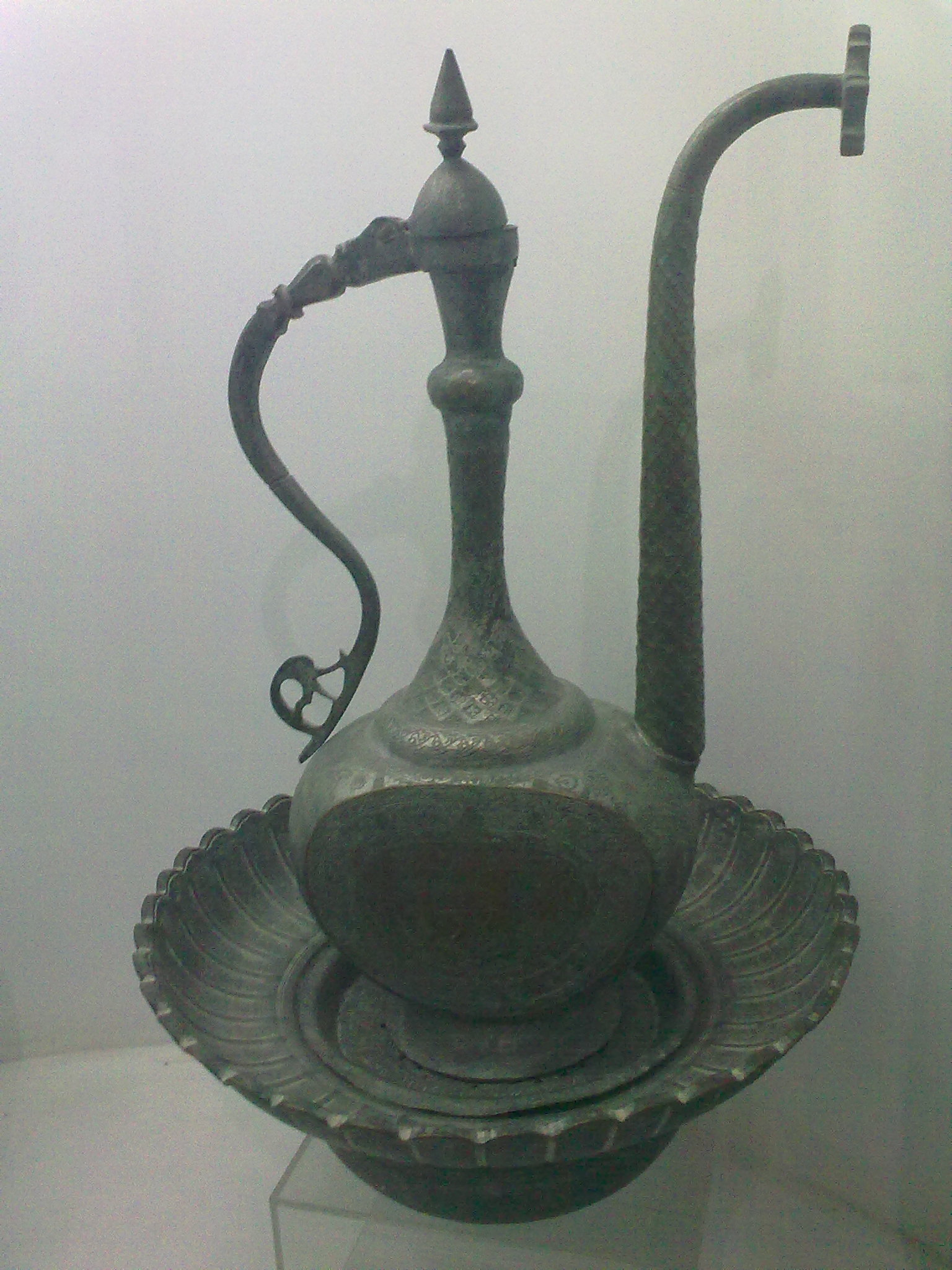
أفتابه نحاسية